# Fritz Schäfer (Ringer)
Fritz Schäfer (* 7. September 1912 in Pirmasens; † 15. Oktober 1973 in Ludwigshafen am Rhein) war ein deutscher Ringer in beiden Stilarten (griechisch-römisch und Freistil).

## Leben
Fritz Schäfer begann bereits mit acht Jahren in der Schülerabteilung des AK Pirmasens mit dem Ringen. Er erlernte den Beruf eines Metzgers. Die Mannschaft des AK Pirmasens, der damals so bekannte Ringer wie Paul Böhmer und Emil Poganiatz angehörten, wurde 1929 deutscher Mannschaftsmeister. In den Vorrundenkämpfen dazu wurde Schäfer mit knapp 18 Jahren mehrmals eingesetzt und besiegte dabei im Federgewicht den Olympiasieger im Bantamgewicht von 1928, den Nürnberger Kurt Leucht, nach Punkten und ließ damit sein großes ringerisches Talent erkennen. 1930 wurde er in der Klasse bis 65 kg Körpergewicht deutscher Jugendmeister. Fritz Schäfer, schon damals ehrgeizig und unstet, wollte einen Stammplatz in einer Mannschaft und wechselte deshalb nach Zweibrücken, sagte aber gleichzeitig auch dem VfK Schifferstadt zu. Eine Sperre durch den Verband war die Folge. Letztlich rang er für ein paar Jahre doch beim VfK Schifferstadt um 1935 zum SC Siegfried Ludwigshafen zu wechseln und mit diesem Verein von 1937 bis 1941 deutscher Mannschaftsmeister zu werden.
Während des Krieges war Schäfer als Metzger in einer Heeresschlachterei in Frankreich tätig. Bei Kriegsende gerät er in französische Kriegsgefangenschaft, meldet sich freiwillig zur französischen Fremdenlegion und verbringt die Jahre 1945 bis 1951 in Nordafrika und Indochina. 1951 wird er entlassen, heiratet in Frankreich zum zweiten Mal und bleibt in Frankreich. In Deutschland gilt er als verschollen. 1972 wird er von ehemaligen Ludwigshafener Ringerkameraden, völlig verarmt, ausfindig gemacht und kehrt, inzwischen zum zweiten Mal verwitwet, nach Ludwigshafen am Rhein zurück, wo er aber schon am 15. Oktober 1973 stirbt.

## Internationale Erfolge
| Jahr | Platz  | Wettbewerb                | Stil   | Gewichtsklasse         | |
| 1934 | 4.     | EM in Rom                 | GR     | Welter                 | mit Siegen über Mihály Matura, Ungarn, Samec, Tschechoslowakei, Jensen, Dänemark, Dahl, Norwegen und einer Punktniederlage gegen Gunnar Glans, Schweden                |
| 1935 | 2.     | EM in Kopenhagen          | GR     | Welter                 | mit Siegen über Antti Mäki, Finnland, Hametner, Österreich, Zvonar, Tschechoslowakei und einer Punktniederlage gegen Rudolf Svedberg, Schweden                         |
| 1935 | 2.     | EM in Brüssel             | F      | Welter                 | mit Siegen über Vanderveeken, Belgien, Kunst, Tschechoslowakei, Angst, Schweiz, Lubat, Frankreich und einer Niederlage gegen Stig Andersson, Schweden                  |
| 1936 | 2.     | Intern. Turnier in Berlin | Welter | hinter Rudolf Svedberg | |
| 1936 | Silber | OS in Berlin              | GR     | Welter                 | mit Siegen über Edgar Puusepp, Estland, de Feu, Belgien, Fischer, Jugoslawien, Tozzi, Italien, Eino Virtanen, Finnland und einer Punktniederlage gegen Rudolf Svedberg |
| 1937 | 1.     | EM Paris                  | GR     | Welter                 | mit Siegen über Larsen, Norwegen, Zvonar, Tschechoslowakei, Massop, Niederlande, Jean Jourlin, Frankreich und Edgar Puusepp, Estland                                   |
| 1937 | 1.     | EM in München             | F      | Welter                 | mit Siegen über Podzemsky, Tschechoslowakei, Sovari, Ungarn, Antti Mäki und Willy Angst, Schweiz                                                                       |
| 1938 | 1.     | EM in Tallinn             | GR     | Welter                 | mit Siegen über Rudolf Svedberg, Larsen, Arican, Türkei, Edgar Puusepp und Antti Mäki                                                                                  |
| 1939 | 1.     | EM in Oslo                | GR     | Welter                 | mit Siegen über Edgar Puusepp, Eino Virtanen und Rudolf Svedberg |

Ferner errang Schäfer in 31 Länderkämpfen 25 Siege.

## Deutsche Meisterschaften
| Jahr | Platz | Gewichtsklasse | Stil | Ergebnisse                                                       |
| 1931 | 3.    | Leicht         | GR   | hinter Eduard Sperling, Dortmund und Adolf Krehl, Untertürkheim  |
| 1934 | 1.    | Welter         | GR   | vor Georg Wellhöfer, Nürnberg und Eugen Hässler, Tuttlingen      |
| 1935 | 1.    | Welter         | GR   | vor Eckweiler, Büdesheim und Theo Hilgert, Koblenz               |
| 1935 | 1.    | Welter         | F    | vor Josef Lehner, Nürnberg und Adler, Freising                   |
| 1937 | 1.    | Welter         | GR   | vor Georg Fink, Stuttgart und Staub, Duisburg                    |
| 1937 | 2.    | Welter         | F    | hinter Josef Paar, Bad Reichenhall, vor Josef Lehner             |
| 1938 | 1.    | Welter         | GR   | vor Georg Fink und Eckweiler                                     |
| 1938 | 1.    | Mittel         | F    | vor Ludwig Schweickert, Berlin und Albert Laudien, Wilhelmshaven |
| 1939 | 1.    | Welter         | GR   | vor Märker, Hammerstein und Georg Fink                           |
| 1940 | 1.    | Welter         | GR   | vor Gustav Gocke, Dortmund und Georg Fink                        |
| 1940 | 1.    | Welter         | F    | vor Sebastian Hering, München und Schenk, Stuttgart              |
| 1942 | 1.    | Welter         | GR   | vor Gustav Gocke und Werner Härtling, Wilhelmshaven              |
| 1942 | 1.    | Welter         | F    | vor Werner Härtling und Erich Wicke                              |
| 1943 | 2.    | Mittel         | GR   | hinter Gustav Gocke, vor Herbert Krauskopf                       |
| 1943 | 1.    | Mittel         | F    | vor Albert Laudien und Gustav Gocke                              |

## Erläuterungen
- OS = Olympische Spiele, EM = Europameisterschaft
- GR = griechisch-römischer Stil, F = Freistil
- Leichtgewicht, damals bis 66 kg, Weltergewicht bis 72 kg und Mittelgewicht bis 79 kg Körpergewicht